# Rivière Brûlée (vattendrag i Kanada, lat 46,45, long -72,50)
Rivière Brûlée är ett vattendrag i Kanada.   Det ligger i provinsen Québec, i den sydöstra delen av landet, 270 km öster om huvudstaden Ottawa.
Runt Rivière Brûlée är det ganska glesbefolkat, med 25 invånare per kvadratkilometer.